# Sidney Lima
Sidney Alexssander Pena de Lima (Americana, 17 gennaio 1997) è un calciatore brasiliano, difensore del Santa Clara.

## Caratteristiche tecniche
È un difensore centrale.

## Carriera
Cresciuto nel settore giovanile dell'Ituano, ha iniziato la sua carriera giocando nei campionati statali di San Paolo e Paraíba con le maglie di Primavera, Serra Branca e América-SP.
Nel 2018 è stato acquistato dal Felgueiras 1932, con cui ha disputato tre stagioni in Campeonato de Portugal giocando 62 incontri e realizzando 9 reti. Nell'estate del 2021 ha firmato con il Feirense ed il 7 agosto ha esordito in Segunda Liga nell'incontro perso 2-1 contro il Covilhã.
Il 27 giugno 2023 ha firmato un contratto biennale con il Santa Clara ed al termine della stagione ha conquistato con i biancorossi la promozione in Primeira Liga vincendo il campionato. L'11 agosto 2024 ha debuttato nella massima divisione portoghese in occasione della prima giornata di campionato vinta 4-1 contro l'Estoril Praia ed il 10 ottobre ha realizzato il suo primo gol stagionale nella partita vinta 2-1 contro il Gil Vicente.

## Statistiche
Statistiche aggiornate al 3 maggio 2025.

### Presenze e reti nei club
| Stagione               | Squadra                | Campionato             | Campionato | Campionato | Coppe nazionali | Coppe nazionali | Coppe nazionali | Coppe continentali | Coppe continentali | Coppe continentali | Altre coppe | Altre coppe | Altre coppe | Totale | Totale | Totale |
| Stagione               | Squadra                | Comp                   | Pres       | Reti       | Comp            | Pres            | Reti            | Comp               | Pres               | Reti               | Comp        | Pres        | Reti        | Pres   | Reti   |        |
| ---------------------- | ---------------------- | ---------------------- | ---------- | ---------- | --------------- | --------------- | --------------- | ------------------ | ------------------ | ------------------ | ----------- | ----------- | ----------- | ------ | ------ | ------ |
| 2016                   | Primavera              | A3/SP                  | 1          | 0          | -               | -               | -               | -                  | -                  | -                  | -           | -           | -           | 1      | 0      |        |
| 2017                   | Serra Branca           | PD/PB                  | 2          | 0          | -               | -               | -               | -                  | -                  | -                  | -           | -           | 2           | 0      |        |        |
| 2017                   | América-SP             | SD/SP                  | 17         | 1          | -               | -               | -               | -                  | -                  | -                  | -           | -           | -           | 17     | 1      |        |
| 2018-2019              | Felgueiras 1932        | CdP                    | 13         | 2          | CP              | 0               | 0               | -                  | -                  | -                  | -           | -           | -           | 13     | 2      |        |
| 2019-2020              | Felgueiras 1932        | CdP                    | 23         | 1          | CP              | 2               | 0               | -                  | -                  | -                  | -           | -           | -           | 25     | 1      |        |
| 2020-2021              | Felgueiras 1932        | CdP                    | 23         | 6          | CP              | 1               | 0               | -                  | -                  | -                  | -           | -           | -           | 24     | 6      |        |
| Totale Felgueiras 1932 | Totale Felgueiras 1932 | Totale Felgueiras 1932 | 59         | 9          |                 | 3               | 0               |                    | -                  | -                  |             | -           | -           | 62     | 9      |        |
| 2021-2022              | Feirense               | SL                     | 26         | 1          | CP+CdL          | 2+1             | 0               | -                  | -                  | -                  | -           | -           | -           | 29     | 1      |        |
| 2022-2023              | Feirense               | SL                     | 28         | 1          | CP+CdL          | 0+4             | 0               | -                  | -                  | -                  | -           | -           | -           | 32     | 1      |        |
| Totale Feirense        | Totale Feirense        | Totale Feirense        | 54         | 2          |                 | 7               | 0               |                    | -                  | -                  |             | -           | -           | 61     | 2      |        |
| 2023-2024              | Santa Clara            | SL                     | 21         | 1          | CP+CdL          | 3+1             | 0               | -                  | -                  | -                  | -           | -           | -           | 25     | 1      |        |
| 2024-2025              | Santa Clara            | PL                     | 29         | 3          | CP+CdL          | 3+1             | 0               | -                  | -                  | -                  | -           | -           | -           | 33     | 3      |        |
| Totale Santa Clara     | Totale Santa Clara     | Totale Santa Clara     | 50         | 4          |                 | 8               | 0               |                    | -                  | -                  |             | -           | -           | 58     | 4      |        |
| Totale carriera        | Totale carriera        | Totale carriera        | 183        | 16         |                 | 18              | 0               |                    | -                  | -                  |             | -           | -           | 201    | 16     |        |

## Palmarès

### Club

#### Competizioni nazionali
- Segunda Liga: 1

Santa Clara: 2023-2024